# 川端町 (前橋市)
川端町（かわばたまち）は、群馬県前橋市の地名。郵便番号は371-0041。面積は0.24km2(2013年現在)。

## 地理
西側を桃ノ木川が流れ、北部には赤城山から流下する細ヶ沢川が南流し、桃ノ木川に当町で合流している。

### 河川
- 桃ノ木川
- 細ヶ沢川

## 歴史
江戸時代頃からある地名であり、前橋藩領だった。戦国時代の永禄年間に日輪寺村を分村した。

### 年表
- 1889年4月1日 町村制施行により川端村は上小出村、下小出村、北代田村、下細井村、上細井村、龍蔵寺村、青柳村、日輪寺村、荒牧村、川原島新田村、関根村、田口村と合併し南勢多郡南橘村が成立する。
- 1896年4月1日 郡統合（南勢多郡と東群馬郡の統合）により南橘村は勢多郡に所属する。
- 1954年9月1日 勢多郡南橘村は前橋市に編入合併する。そのため前橋市川端町となる。
- 2017年3月19日 国道17号上武道路の前橋市上細井町 - 前橋市田口町間が開業し、当町に上武道路が開通する。

## 世帯数と人口
2017年（平成29年）8月31日現在の世帯数と人口は以下の通りである。
| 町丁   | 世帯数 | 人口  |
| ------ | ------ | ----- |
| 川端町 | 45世帯 | 116人 |

## 小・中学校の学区
市立小・中学校に通う場合、学区は以下の通りとなる。
| 番地 | 小学校             | 中学校             |
| ---- | ------------------ | ------------------ |
| 全域 | 前橋市立桃川小学校 | 前橋市立南橘中学校 |

## 交通

### 鉄道
鉄道駅がない。

### 道路
国道は国道17号上武道路が通っている。県道は通っていない。

## 施設
- コスモファーマ薬局川端店